# Región vitícola de Aconcagua

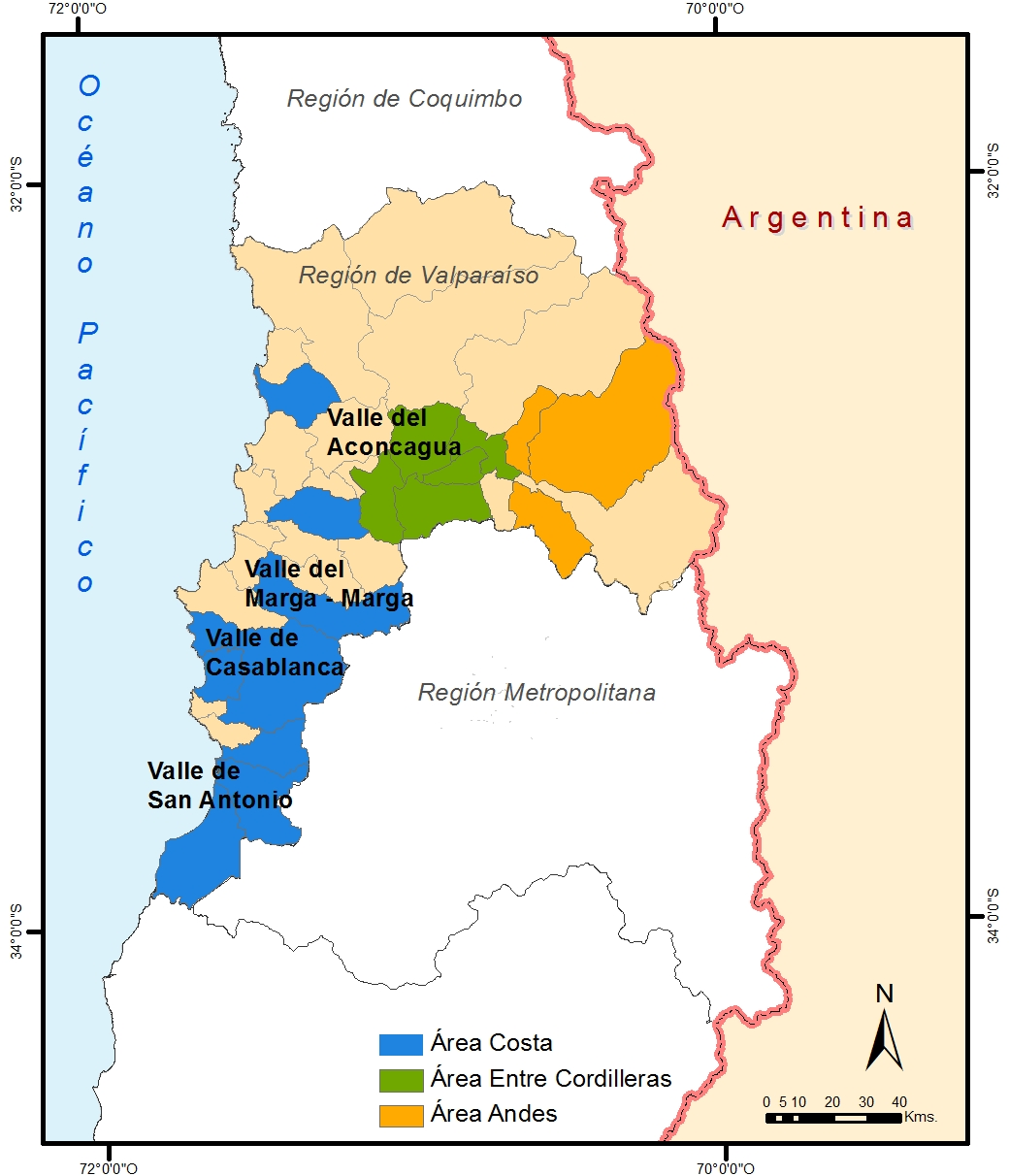
Región Vitícola de Aconcagua, Chile

Aconcagua es una de las seis regiones vitícolas de Chile oficialmente identificadas como tales según lo dispuesto por el Decreto de Agricultura n.º 464 de 14 de diciembre de 1994, que establece la zonificación vitícola del país y fija las normas para su utilización como denominaciones de origen. Los vinos chilenos con ésta denominación de origen deben ser elaborados al menos con un 75% de uvas procedentes de la región.

## Subregiones
La región vitícola de Aconcagua está situada en la región administrativa de Valparaíso y comprende tres subregiones vitícolas: Valle del Aconcagua, Valle de Casablanca y Valle de San Antonio. 
La subregión vitícola Valle del Aconcagua corresponde a las provincias administrativas de San Felipe de Aconcagua, Los Andes y Quillota.
Las áreas viticolas comprendidas en esta subregión son: Panquehue, Quillota, Hijuelas, Catemu, Llay-Llay, San Felipe, Santa María, Calle Larga y San Esteban
Por su parte las subregión vitícola Valle de Casablanca se extiende a la comuna administrativa de Casablanca
Finalmente, la subregión Valle de San Antonio abarca la provincia administrativa de San Antonio y en esta subregión vitícola se encuentra la zona vitícola Valle de Leyda y además las áreas vitícolas de Cartagena y Algarrobo que corresponden a las comunas administrativas homónimas. 
El Valle de Leyda por su parte, incluye al área vitícola de San Juan, que corresponde a los límites administrativos de la comuna de San Antonio y al área vitícola de Santo Domingo que corresponde a la comuna de Santo Domingo.

## Viticultura
De acuerdo al Catastro Frutícola Nacional 2015 y al Catastro Vitícola Nacional del año 2014, la Región de Valparaíso cuenta con 20.933,09 ha de viñedos. Aquellos destinados a la producción de uva de mesa ocupan una extensión de 10.770,9 ha, significa que aproximadamente el 51% de la superficie de viñas en la región están destinadas a la producción de fruta de exportación, mientras que 10.162,19 ha declaradas, es decir, el 49% están destinados a la producción de vinos.

### Viníferas blancas
Por su parte, las variedades de uva viníferas blancas cuentan con una superficie cultivada de 6338,32 ha, 62% de la superficie vitícola.
Las variedades blancas que se cultivan actualmente en la región de Valparaíso son 16, a saber:   Chenin Blanc, Gewürztraminer, Marsanne, Moscatel de Alejandría, Mocatel rosada (o pastilla), Pinot blanc, Pinot gris, Riesling, Roussanne, Sauvignon gris, Sauvignon vert, Semillón, Torontel, Viognier, Chardonnay con 2.246,16  ha y Sauvignon Blanc con 3.739,47 ha son las variedades blancas más cultivadas.

### Viníferas tintas
Los cultivos de variedades viníferas tintas poseen una superficie de 3.823,87 ha, es decir, el 38% de la superficie vitícola en toda la región de Valparaíso. 
Las variedades tintas son 21 variedades distintas: Alicante Bouschet , Cabernet Franc, Cabernet Sauvignon, Carignan, Carménère, Malbec, Garnacha, Merlot, Monastrell, Misión (o país), Marselán, Petit Verdot, Petit Syrah, Portugais bleu, Sangiovese, Syrah, Tempranillo, Tintoreras, Petit Verdot, Zinfandel y Pinot Noir 1.916,64 ha que es la variedad tinta más cultivada en la región.

## Vinicultura

### Variedades viníferas
En la Región de Valparaíso se declaró para el año 2015 una producción de 171.750 litros de producción vinífera. La que corresponde a un 0.1% de la producción nacional.
La mayor parte de la producción corresponde a vino tinto con 110.565 litros, seguido por el vino blanco con 52.685 litrosen base a variedades viníferas. 
En cuanto a los mostos, solo se registró la producción de mosto blanco con 4.000 litros sobre la base de variedades viníferas y finalmente, la producción de chicha con 4500 litros sobre la base de variedades viníferas.

### Variedades de mesa
La Región de Valparaíso declaró una producción de 670.580 litros de vinos sobre la base de variedades de mesa. 
De lo anterior, se registra la producción de vino tinto con 86.000 litros y de vino blanco con 68.800 litros de vino blanco sobre la base de variedades de mesa.
Igualmente, hubo 294.900 litros de producción de mosto blanco, 116.500 para moto tinto sobre la base de variedades de mesa. 
Finalmente, se declaró la producción de 104.380 litros para la producción de chicha, esto es el 91.3% de la producción nacional de chicha sobre la base de variedades de mesa se concentra en esta región.

## Enoturismo
Como parte del enoturismo, esta región cuenta con tres de las rutas del vino chileno: ruta del Valle del Aconcagua, del Valle de Casablanca y del Valle de San Antonio.